# Несвицкий, Даниил Матвеевич
Князь Даниил Матвеевич Несвицкий (ум. 1666) — русский государственный деятель из рода князей Несвицких. Сын князя помещика Костромского уезда Матвея Ивановича Несвицкого (ум. 1608).

## Биография
В 1629 году был стряпчим; в 1632 году был послан на службу под Смоленск с князем Семёном Васильевичем Прозоровским; в том же году участвовал во взятии Белой. Второй воевода во Мценске (1632), первый воевода там же (1639). Произведённый из стряпчих в стольники, он, кроме того, был пожалован поместьем на Белой. В 1639 году «дневал и ночевал» у гробов царевичей Ивана и Василия Михайловичей.
С 1635 по 1653 годы служил при Дворе. В 1646 году составил переписные книги в Кромах, Орле и в их уездах; в 1650—52 годах составил переписные и межевые книги города Козлова[уточнить] и поместных земель в нескольких станах. В 1653 году был дворянином при посольстве в Запорожье. В польском походе 1654 года был в числе тех голов, которые ставили сторожей. С 20 (30) июня 1654 по 28 мая (7 июня) 1656 года был первым воеводой в Дорогобуже.
В 1658 году постригся. В 1666 году скончался.

## Семья
Неизвестная по имени жена из рода Дуровых. Сын Григорий Данилович — стольник (1650—76).